# Ruder-Weltmeisterschaften 1980

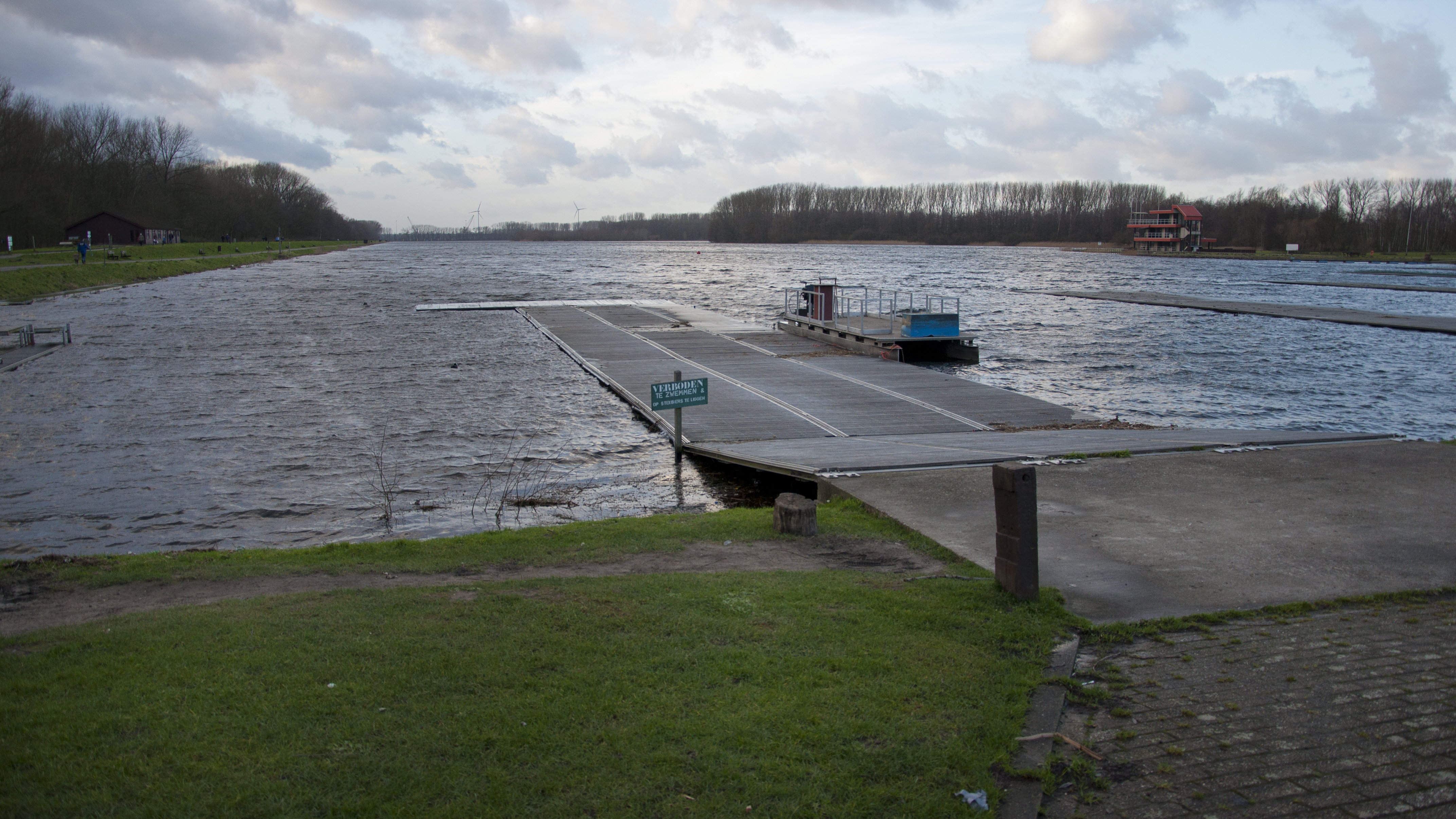
Wassersport-Bahn Hazewinkel

Die Ruder-Weltmeisterschaften 1980 wurden auf der Regattastrecke Hazewinkel nahe Mechelen, Belgien unter dem Regelwerk des Weltruderverbandes (FISA) ausgetragen. Die 14 olympischen Bootsklassen wurden wegen der olympischen Ruderregatta 1980 in Moskau nicht ausgefahren, so dass lediglich in vier nichtolympischen Leichtgewichts-Bootsklassen der Männer die Ruder-Weltmeister ermittelt wurden. Die Finals fanden am 16. August 1980 statt. Auf der Regattastrecke Hazewinkel wurden gleichzeitig Junioren-Weltmeisterschaften im Rudern ausgerichtet.

## Ergebnisse
Hier sind die Medaillengewinner aus den A-Finals aufgelistet. Diese waren mit sechs Booten besetzt, die sich über Vor- und Hoffnungsläufe sowie Halbfinals für das Finale qualifizieren mussten. Die Streckenlänge betrug in allen Läufen 2000 Meter.
| Bootsklasse                                  | Gold | Gold    | Silber | Silber  | Bronze | Bronze  |
| -------------------------------------------- | --- | ------- | --- | ------- | --- | ------- |
| Leichtgewichts-Einer (LM1x)                  | BR Deutschland Christian-Georg Warlich | 7:00,94 | Vereinigte Staaten William Belden | 7:06,32 | Spanien José Antonio Montosa Ortega | 7:08,80 |
| Leichtgewichts-Doppelzweier (LM2x)           | Italien Francesco Esposito Ruggero Verroca | 6:29,18 | Vereinigte Staaten Scott Roop Lawrence Klecatsky | 6:31,10 | Schweiz Kurt Steiner Reto Wyss | 6:33,44 |
| Leichtgewichts-Vierer ohne Steuermann (LM4-) | Australien Graham Gardiner Charles Bartlett Clyde Hefer Simon Gillett                                                                                     | 6:12,35 | Dänemark Mogens Rasmussen Juul Søren Christensen Jan Christensen Kim Hagsted                                                                                        | 6:23,75 | Vereinigtes Königreich Antony Richardson Andrew Cusack Duncan Innes Colin Cusack | 6:25,76 |
| Leichtgewichts-Achter (LM8+)                 | Vereinigtes Königreich Colin Barratt David Hosking Robert Downie Nicholas Howe Peter Zeun Clive Roberts Nigel Read Stephen Simpole Simon Jefferies (Stm.) | 5:42,76 | Frankreich Bernard Gronchi Thierry Farelle Bertrand Razat Serge Grenier Jean-François Razat Gerard Avril Maxime Mantovani Laurent Fritsch Bertrand Le Cossec (Stm.) | 5:45,62 | Spanien Felix Alonso Muñoz Carlos Sáez Bernardos José Marti Miranda Francisco Goicoechea García Luis Arteaga Leon José Rojí Blanco Angel Sáez Bernardos Fernando Climent Huerta Javier Sabriá (Stm.) | 5:45,87 |

## Medaillenspiegel
| Platz | Land                   | Gold | Silber | Bronze | Gesamt |
| ----- | ---------------------- | ---- | ------ | ------ | ------ |
| 1     | Vereinigtes Königreich | 1    |        | 1      | 2      |
| 2     | Australien             | 1    |        |        | 1      |
| 2     | BR Deutschland         | 1    |        |        | 1      |
| 2     | Italien                | 1    |        |        | 1      |
| 5     | Vereinigte Staaten     |      | 2      |        | 2      |
| 6     | Dänemark               |      | 1      |        | 1      |
| 6     | Frankreich             |      | 1      |        | 1      |
| 8     | Spanien                |      |        | 2      | 2      |
| 9     | Schweiz                |      |        | 1      | 1      |
| Summe | Summe                  | 4    | 4      | 4      | 12     |